# Ryńka
Ryńka (Chrząścina) – potok, prawostronny dopływ Bystrzycy o długości 5,12 km i powierzchni zlewni 3,11 km². 
Potok wypływa w rejonie wrocławskiego osiedla Gałów ze znajdujących się tam starorzeczy Bystrzycy, stawów i rowów melioracyjnych. Płynie na wschód i na północny wschód, omijając od północy lotnisko Strachowice, a od południa  Jarnołtów i Jerzmanowo. Potem skręca na północ, pozostawiając po prawej Osiniec, przecina Złotniki i w Leśnicy wpada do Bystrzycy ok. sto metrów na południe od dawnej garbarni Stürmera (obecnie obiekt hotelowy „Stara Garbarnia” przy ul. Wielkopolskiej).
Do 1945 roku nosił nazwę Rinke-Graben.